# Дюмин, Алексей Геннадьевич
Алексей Геннадьевич Дю́мин (род. 28 августа 1972, Курск) — российский военачальник и государственный деятель. Секретарь Государственного совета Российской Федерации с 29 мая 2024 года, помощник президента Российской Федерации с 14 мая 2024 года, член Совета Безопасности с 30 сентября 2024 года. Герой Российской Федерации (2016). Генерал-полковник (2021), Кандидат политических наук (2009).
Губернатор Тульской области (22 сентября 2016 — 14 мая 2024; врио 2 февраля — 22 сентября 2016). Заместитель министра обороны Российской Федерации (24 декабря 2015 — 2 февраля 2016).
По оценкам политологов-экспертов фонда «Петербургская политика», на 2017 год Алексей Дюмин входил в тройку вероятных преемников президента России Владимира Путина.

## Биография
Родился 28 августа 1972 года в Курске.
Отец — Геннадий Васильевич Дюмин (род. 1949), военный медик, генерал-лейтенант, начальник 4-го управления Главного военно-медицинского управления Министерства обороны (2013—2016), входивший в 1990-е годы в ближайшее окружение министра обороны Российской Федерации (1992—1996) Павла Грачёва. Ранее возглавлял ООО «Д энд Д Фарма» и был контактным лицом по ряду тендеров на поставку лекарств и химикатов для 2-го Центрального военного клинического госпиталя им. П. В. Мандрыка. Почётный гражданин Курской области (2024).
Младший брат — Артём Дюмин, бизнесмен. Руководит ОАО «ТПК „Продмаркет“» (единственный подрядчик и застройщик гостиницы «Зарядье») и ООО «Турбо» (один из акционеров «Продмаркета»), гендиректор СК «Олимпийский» (2014—2019). Учредитель ООО «МФК» и ООО "Фирма «Литэкс-с».
Мать работала учителем. В детстве семья жила также в Калуге, Воронеже, куда перевели отца. Жили трудно, ютились в съёмных квартирах, одно время — даже в подвале военного госпиталя в Калуге. В Воронеже в четвёртом классе начал заниматься хоккеем, там же окончил школу.

## На военной службе
В 1994 году окончил Воронежское высшее военное инженерное училище радиоэлектроники (ВВИУРЭ). Распределён в Московский военный округ, в небольшую войсковую часть, которая занималась противодействием техническим средствам разведки противника.
В 1995 году начал службу в Главном управлении охраны (с 1996 — Федеральная служба охраны), в управлении президентской связи. Работал с Борисом Ельциным и Виктором Черномырдиным. Сопровождал их в поездках по стране и за рубеж — обеспечивал связь.
С 9 августа 1999 года — служба в Службе безопасности президента. Был офицером охраны в Службе безопасности президента в период первого и второго президентства Владимира Путина.
В 2007 году, после назначения председателем Правительства Виктора Зубкова, стал начальником его охраны.
Когда Правительство возглавил Владимир Путин, Дюмин стал его личным адъютантом. В какой-то период одновременно с работой адъютантом Дюмин стал совмещать должность начальника управления СБП — сотрудники этого подразделения были личной охраной Путина. Сам Дюмин отрицал, что когда-либо был у Путина адъютантом.
В 2009 году в Российской академии государственной службы при президенте Российской Федерации защитил кандидатскую диссертацию на тему «Политические аспекты глобального регулирования в рамках сотрудничества стран „группы восьми“», кандидат политических наук.

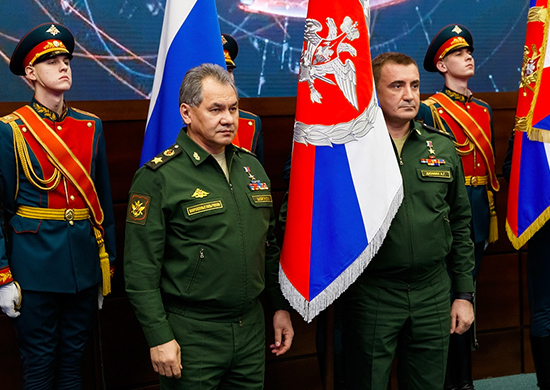
Вручение заместителю министра обороны А. Г. Дюмину должностного штандарта 29 января 2016 года

В 2012 году — заместитель начальника управления Службы безопасности президента России ФСО России. В 2014 году — заместитель начальника ГРУ[уточнить], командующий силами специальных операций России, которые сыграли одну из ключевых ролей в операции по аннексии Крыма Россией, о чём говорится в фильме «Крым. Путь на Родину» Андрея Кондрашова. По данным различных СМИ Дюмин спланировал и руководил операцией по экстренной эвакуации в Россию президента Украины Виктора Януковича в ночь на 23 февраля 2014 года. Сам Дюмин назвал это мифами, заявив, что «этого господина после начала известных событий на Украине я вообще ни разу не видел».
С 2015 года — начальник Главного штаба Сухопутных войск — первый заместитель главкома Сухопутных войск (сменил генерал-полковника Сергея Истракова). 11 декабря 2015 года присвоено воинское звание генерал-лейтенанта. В декабре 2021 года закрытым указом Президента РФ присвоено очередное воинское звание генерал-полковник.
24 декабря 2015 года указом президента России назначен заместителем министра обороны России и вошёл в состав коллегии Министерства обороны. На этой должности курировал боевую подготовку, а также экономику ведомства — департамент строительства, обеспечение жильём военнослужащих, военную медицину, департамент имущественных отношений. Находился в должности один месяц.
Своим наставником и человеком, которому обязан карьерой, опытом и развитием личностного потенциала, Дюмин всегда называл Виктора Золотова.

## Губернатор Тульской области

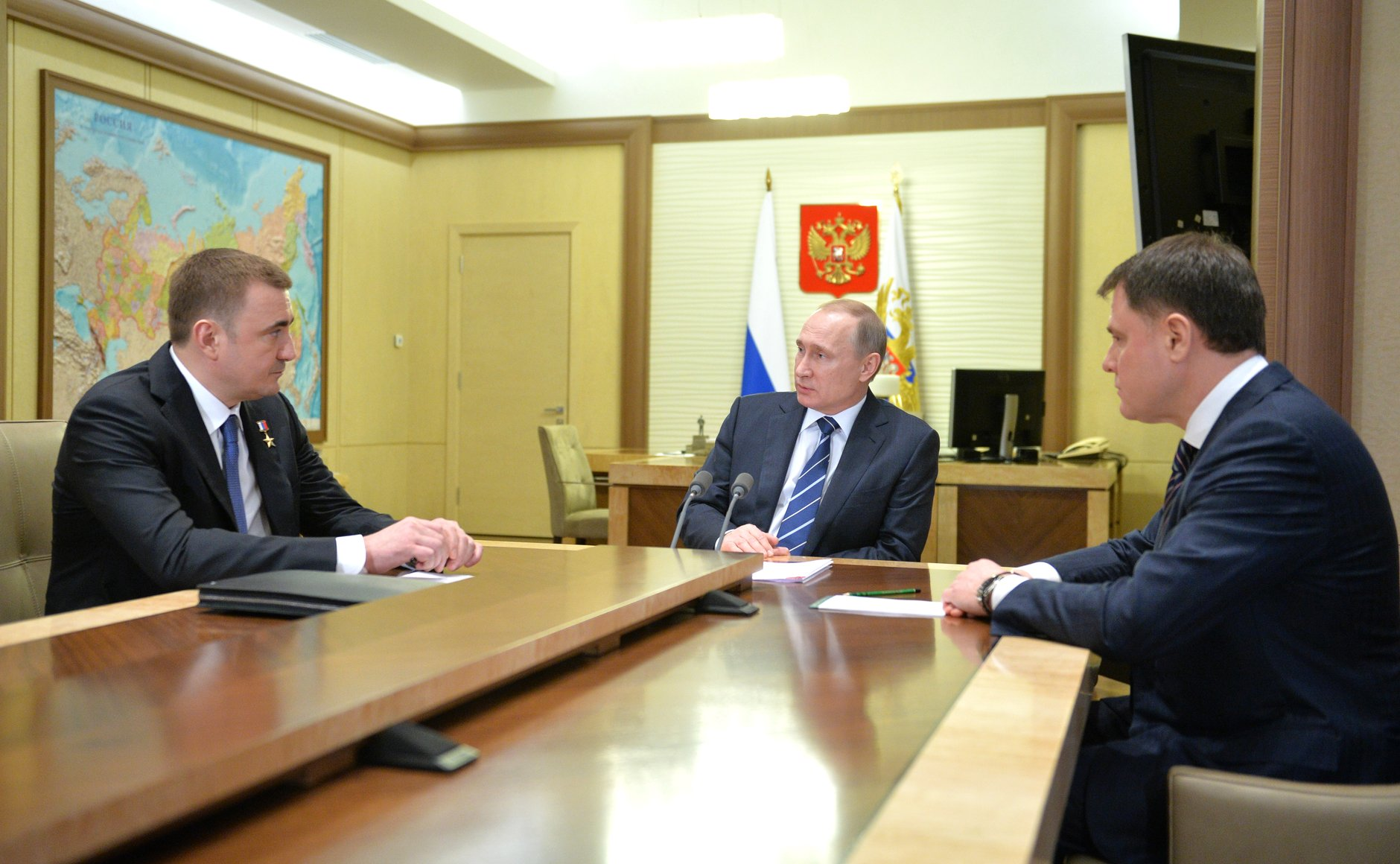
Встреча с президентом России Владимиром Путиным при назначении врио губернатора Тульской области 2 февраля 2016 года

2 февраля 2016 года указом президента Российской Федерации назначен исполняющим обязанности губернатора Тульской области. На этой должности сменил Владимира Груздева, покинувшего должность по собственному желанию. Для самого Дюмина назначение стало неожиданным. 9 февраля заявил о планах участвовать в выборах губернатора Тульской области в единый день голосования 18 сентября 2016 года.
18 сентября 2016 года в Тульской области впервые за 15 лет прошли прямые выборы губернатора, на которых Дюмин набрал 84,19 % голосов. Вступление в должность состоялось 22 сентября 2016 года.
С 18 июля 2018 по 28 января 2019 и с 21 декабря 2020 года — член президиума Государственного Совета Российской Федерации.
На губернаторских выборах в 2021 году Дюмин был переизбран на новый срок, набрав 83,6 % голосов.
На конец 2022 года Алексей Дюмин находился на втором месте рейтинга глав субъектов России, став фигурой весьма востребованной и часто упоминаемой в среде аналитиков.
24 июня 2023 года появились сообщения об участии Алексея Дюмина в завершении мятежа ЧВК «Вагнер». В тот же день пресс-служба правительства Тульской области опровергла информацию об участии губернатора в переговорах с Евгением Пригожиным. Позднее Дюмин назвал гибель Пригожина «большой трагедией и потерей для страны», а его самого — «настоящим патриотом, решительным и бесстрашным».

### Культурная политика

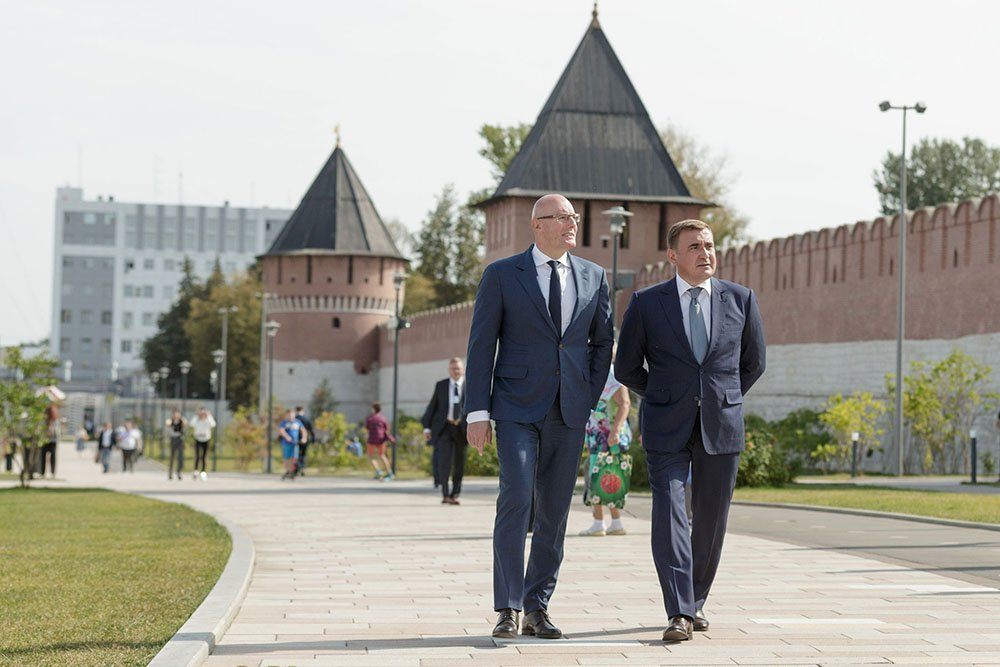
С Дмитрием Чернышенко на Казанской набережной в Туле

Построены Казанская набережная и организован Музейный квартал на улице Металлистов, включающий в себя филиалы четырёх федеральных музеев (в том числе Государственного исторического), два региональных и два частных музея. Благодаря им центр Тулы обрёл черты единого культурно-туристического пространства.
Отремонтировано и отреставрировано 70 культурных объектов. В Богородицке восстановлены плотина, каскад прудов и новая набережная дворца-музея Бобринских. В течение четырёх лет Платоновский парк в Туле из заброшенного леса превратился в благоустроенное городское пространство.
По итогам Петербургского международного экономического форума—2021 Тульская область включена в Большое Золотое кольцо России.
Если в 2016 году регион посетили 580 тысяч человек, то в 2019 — уже более миллиона. По подсчётам отельеров, в течение последних пяти лет туристический поток в Тульскую область ежегодно прирастает на 10 %. По данным Forbes Life, Тула входит в топ-10 самых перспективных городов России.

### Социальная политика

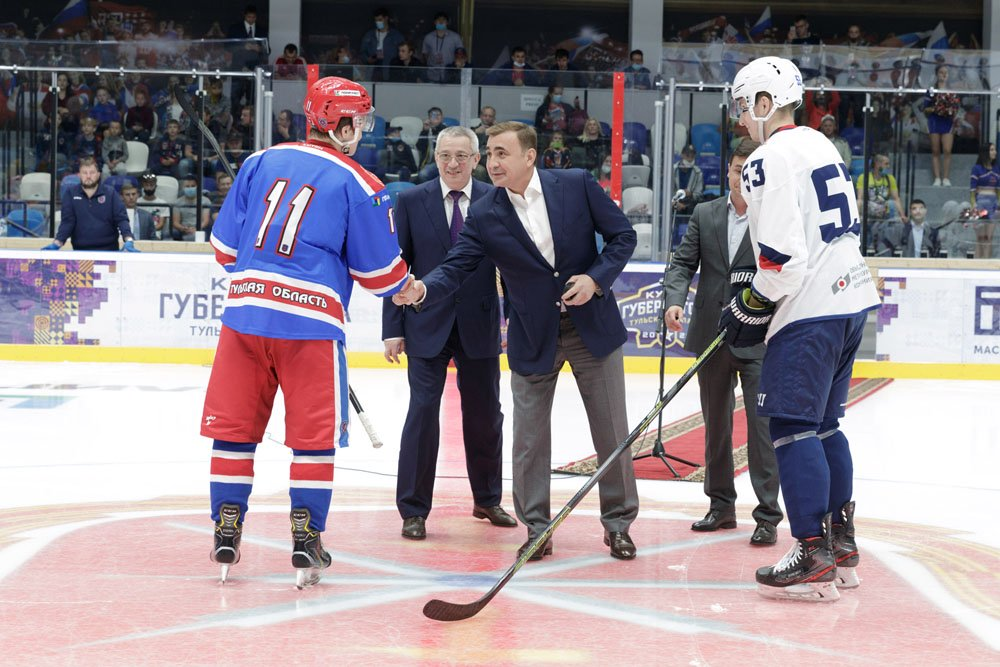
На открытии Кубка Губернатора по хоккею в Ледовом дворце

1 сентября 2018 года в Туле впервые за десятилетия открылась новая школа МБОУ ЦО № 58 «Поколение будущего», рассчитанная на 600 учеников. За пять лет открыли свои двери 16 новых детских садов. Построено два центра для одарённых детей. Открыто 23 мини-технопарка, 3 технопарка, «Кванториум», «IT-куб». С 2019 года в сельских школах приступили к созданию «Точек роста» — специально оборудованных образовательных центров цифрового и гуманитарного профилей.
В 2016 году возрождено Суворовское училище в Туле, по некоторым оценкам, лучшее в России.
По инициативе губернатора при двух тульских предприятиях созданы научно-производственные роты, позволяющие студентам-призывникам проходить срочную службу без отрыва от учёбы, а региону — сохранить нужные промышленности молодые кадры.
Впервые за 10 лет в регионе построены масштабные объекты здравоохранения — два новых корпуса Тульской детской областной больницы. Обновлён автопарк полностью укомплектованных машин «скорой помощи». Сейчас он считается одним из самых «молодых» в ЦФО. В арсенале медиков появился вертолёт санитарной авиации. На строительство и ремонт медицинских объектов (27 поликлиник, 15 стационаров, 81 ФАП) потрачено свыше 1 миллиарда рублей. Открыт сосудистый и перинатальный центры, продолжается строительство онкологического центра.
Построены Ледовая арена в Новомосковске, лыжероллерный центр «Веденино» на Косой Горе, уникальный Ледовый дворец в Туле, семь физкультурно-оздоровительных комплексов, в 2021 году планируется открыть ещё 25 многофункциональных спортивных площадок. Продолжается строительство современного спортивного комплекса на Калужском шоссе.

### Экономическая политика

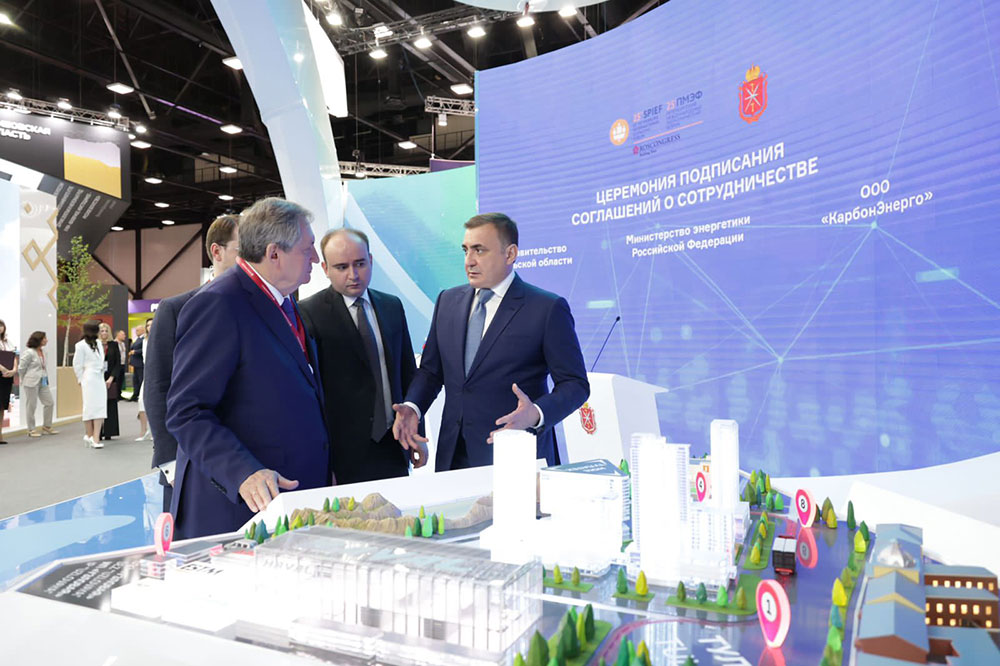
Алексей Дюмин на ПМЭФ-2022

В течение 2016—2021 годов заключено 111 инвестиционных соглашений с общим объёмом инвестиций более 500 миллиардов рублей, предусматривающих создание более 14600 новых рабочих мест.
Открыты особая экономическая зона «Узловая» и производство автомобильной компании «Хавейл Мотор Мануфэкчуринг Рус». Инвестиции в автозавод Haval составили 500 миллионов долларов США, производительность нового предприятия — 150 тысяч машин в год. В 2019 году запущен новый металлургический завод «Тулачермет-Сталь». Объёмы экспорта тульской аграрной продукции за последние пять лет выросли в 2,5 раза.
Тульская область устойчиво занимает лидирующие позиции в Национальном рейтинге состояния инвестиционного климата в субъектах РФ, а в 2020 году поднялась в нём на 3-е место.
В ходе Петербургского международного экономического форума—2021 Алексей Дюмин заключил 26 соглашений о реализации в Тульской области инвестпроектов на сумму более 150 миллиардов рублей, что создаст в регионе почти 4000 новых рабочих мест. В их числе — пять соглашений в агропромышленном комплексе (48 миллиардов рублей, 2000 рабочих мест).
В 2021 году одним из приоритетов развития экономического потенциала Тульской области Дюмин обозначил создание единой транспортной агломерации региона с Москвой. В частности, поставил задачу разработать проект строительства высокоскоростной железной дороги между Тулой и Москвой, которая позволит перемещаться между городами за 55 минут.

## Помощник президента и секретарь Госсовета
14 мая 2024 года назначен помощником Президента Российской Федерации. Курирует вопросы оборонно-промышленного комплекса, обеспечение деятельности Госсовета и развитие спорта. Одновременно с этим 29 мая 2024 года был назначен секретарём Госсовета Российской Федерации, сменив на посту Игоря Левитина. 11 июня 2024 года включён в состав Военно-промышленной комиссии Российской Федерации.

## Возможный преемник Путина
СМИ упоминали Дюмина как возможного кандидата в президенты России либо о его перспективах получить высокий пост в руководстве России после президентских выборов в 2018 году. В августе 2017 года эксперты фонда «Петербургская политика» поставили Дюмина на третье место в рейтинге потенциальных преемников Путина — после Дмитрия Медведева и Сергея Собянина. Среди причин высокого рейтинга Дюмина указывалась его личная близость и преданность Путину, возникшая во время работы адъютантом-телохранителем в Службе безопасности президента, а также существующий в российском обществе социальный запрос на появление «свежего» государственного деятеля, не входящего в устоявшийся круг первых лиц России.
В конце декабря 2020 года лидер ЛДПР Владимир Жириновский назвал Дюмина одним из политиков, который может стать преемником Владимира Путина на посту президента Российской Федерации.

## Санкции
6 апреля 2018 года включён в санкционный «Кремлёвский список» США в числе 17 чиновников и 7 бизнесменов из России, приближённых к Владимиру Путину.
15 марта 2019 года Канада ввела санкции против Дюмина из-за «агрессивных действий» России в Чёрном море и Керченском проливе, а также из-за аннексии Крыма.
24 июня 2021 года Украина включила Дюмина в санкционный список, отмечая что он, по информации в СМИ, руководил «спасением-эвакуацией» Януковича и захватом Крыма.
24 февраля 2023 года, из-за вторжения России на Украину, внесён в санкционный список Великобритании как «бывший охранник Путина, сыгравший ключевую роль в аннексии Крыма».
24 февраля 2024 года включён в санкционный список стран Евросоюза:

Ранее он возглавлял Силы специальных операций России, курировал аннексию Крыма в 2014 году. В период агрессивной войны против Украины он лично контролировал мобилизацию военнослужащих в Тульской области, участвовал в открытии школы подготовки операторов БПЛА, выполняющих задания на территории Украины, принимал меры для поддержки производства БПЛА в оборонной промышленности Тульской области. Действуя в этом качестве, он поддерживает и осуществляет действия, которые подрывают и угрожают территориальной целостности, суверенитету и независимости Украины— «Официальный журнал Европейского союза», Брюссель, 23 февраля 2024 года
Ранее Дюмин был внесён ФБК в список коррупционеров и разжигателей войны с предложением введения против него международных санкций за политику, подрывающую территориальную целостность, суверенитет и независимости Украины.

## Личная жизнь

### Семья

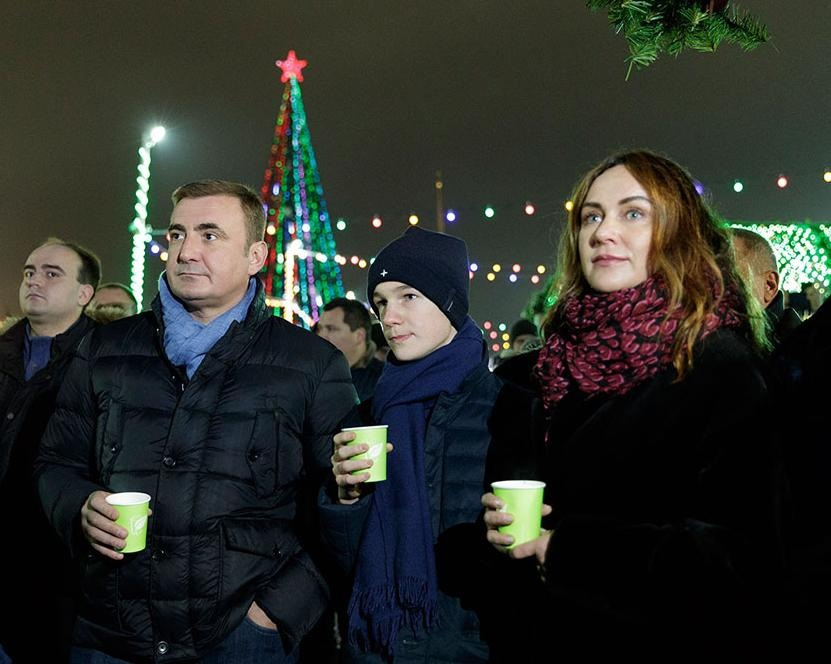
Алексей Дюмин с сыном и женой

Женат, воспитывает сына. Супруга Ольга родилась 8 января 1977 года в Москве. Дюмин познакомился с ней во время прогулки по ВДНХ, в конце 1990-х они вступили в брак. Ольга Дюмина имеет экономическое образование, владеет иностранными языками. Занимается спортом, в частности бегом: участвует в марафонах, бегает на длинные и короткие дистанции. Принимает участие в благотворительных забегах на 5-7 километров. Младший брат Артём Дюмин — бывший гендиректор СК «Олимпийский», инвестор строительства элитного жилого комплекса в центре Москвы.

### Спорт
Со школьных лет увлекается хоккеем. В школьной команде играл на позиции вратаря. После 10 класса ему сулила карьера спортсмена, однако отец отговорил его. На сегодняшний день Дюмин — председатель попечительского совета Ночной хоккейной лиги, учрежденной Владимиром Путиным. В лиге неоднократно играл на позиции вратаря, в частности, на гала-матче в честь дня рождения президента в октябре 2015 года. Также Дюмин — член совета директоров хоккейного клуба СКА, президентом которого является Геннадий Тимченко. Ранее вместе с Сергеем Шойгу и бывшим министром внутренних дел России Рашидом Нургалиевым играл в любительском хоккейном клубе «Бриз». По состоянию на 2019 год продолжал участвовать в хоккейных матчах с участием Путина и других руководителей страны.
Также регулярно занимается плаваньем и ездой на велосипеде по пересечённой местности. Играет в большой и настольный теннис.

## Доходы
На 2020 год, согласно официальной декларации, Дюмин владел земельным участком площадью 3 127 м², жилым домом 152,9 м², квартирой 344 м²., автомобилем Toyota Land Cruiser 2008 года выпуска, двумя машиноместами, баней площадью 107,8 м² и частью здания площадью 60,7 м². За год его доход составил 7,54 млн рублей.

## Награды
- Герой Российской Федерации (2014) — неопубликованный указ Президента Российской Федерации
- Орден «За заслуги перед Отечеством» IV степени с мечами
- Орден Мужества
- Медаль ордена «За заслуги перед Отечеством» I степени[76]
- Медаль Суворова[76]
- Медаль «В память 1000-летия Казани»[76]
- Медаль «За возвращение Крыма» (Минобороны России)[76]
- Медаль «За воинскую доблесть» (ФСО)[76]
- Медали «За отличие в военной службе» (ФСО) I, II и III степени[76]
- Медаль 125 лет органам государственной охраны России
- Медаль «За содружество во имя спасения» (МЧС России)[76]
- Медаль «Участнику ликвидации пожаров 2010 года»
- Медаль «За вклад в укрепление обороны Российской Федерации» (Минобороны России, 2019)[77].